# 东方红 (音乐剧)
《东方红》是一部紀錄和歌頌20世紀初五四运动至中華人民共和國成立期间，中国人民在中国共产党特別是毛澤東的领导下所进行的反帝、反封建、反官僚主义的艰苦卓绝的革命斗争的大型音樂劇。是1964年，为十五周年国庆所筹备的剧目。由周恩来担任总导演。10月2日晚，在北京人民大会堂首次上演。参与者达3700多人。參加演出的人员达3500多人。有称为1960年代红色艺术巅峰之作。
大型音樂舞蹈史詩《東方紅》继承了中国歌舞艺术的传统，发扬了中国人民所喜爱的载歌载舞的形式，采用了歌舞、大合唱、齐唱、独唱、群舞、独舞等多种艺术表现方法，并且有民族樂隊和西洋管弦樂隊联合演奏。全劇共分八場，全部史诗由30多首曾在历史上产生广泛影响的革命歌曲和20多个舞蹈组成，其中包括5個大合唱、7个表演唱，穿插18段诗朗诵，变换场景37处。

## 创作过程

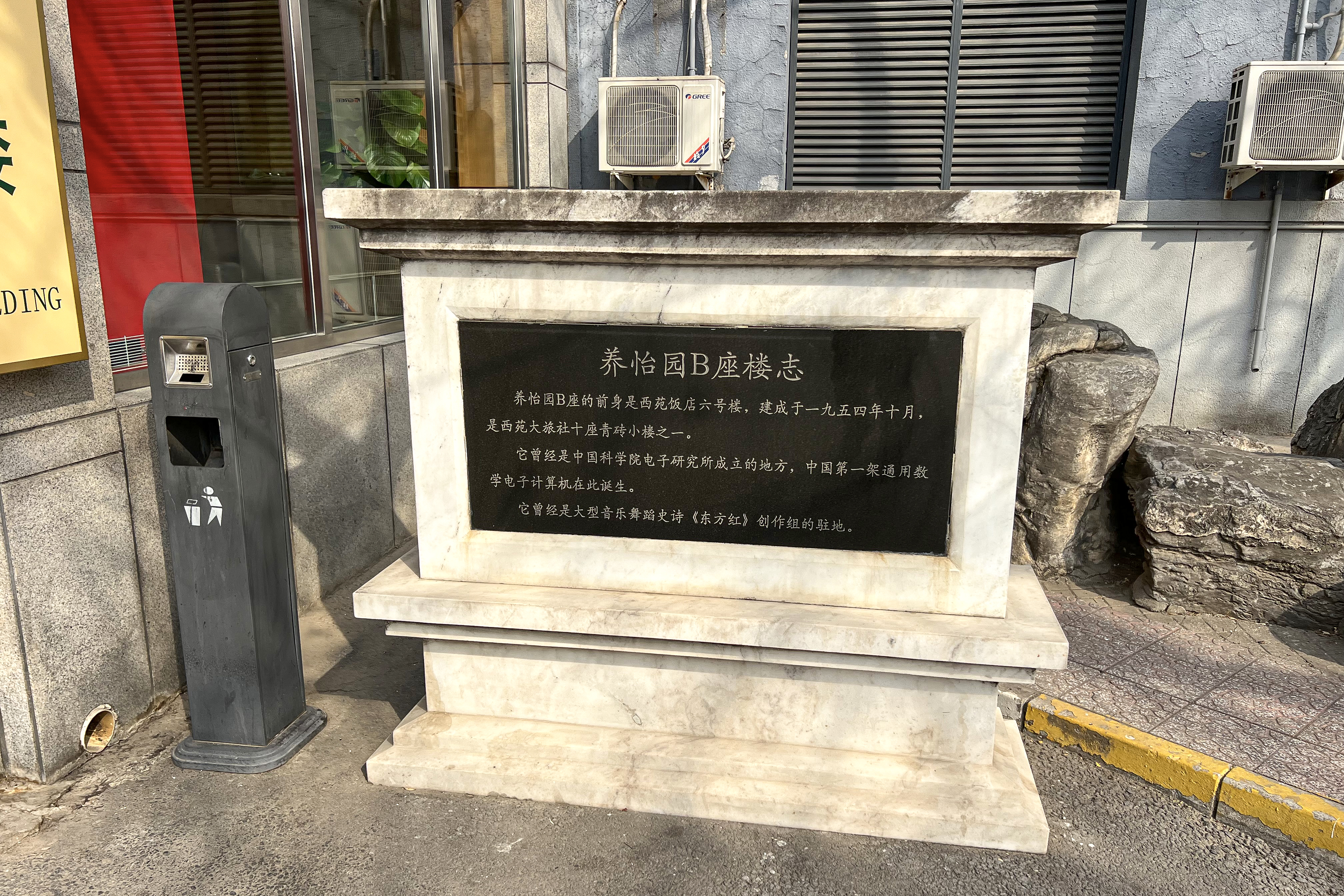
北京西苑饭店6号楼的《东方红》创作组驻地碑记

### 雏形
一般认为中国人民解放军空军政治部文工团、上海文艺界分别创作的《革命历史歌曲表演唱》和《在毛泽东旗帜下高歌猛进》是《东方红》的雏形，亦是受朝鲜大歌舞启发创作。1964年10月，《东方红》演出取得成功后。10月10日，周恩来在接见参与《东方红》领导工作的人员时强调，《东方红》是“朝鲜的影响，上海的基础，全国的力量。”
1960年10月至11月，中国人民解放军空军司令员刘亚楼随团出访朝鲜。在朝期间，代表团观看朝鲜人民军演出的大型歌舞《三千里江山》。此次演出，给刘亚楼留下深刻印象。回国途中，刘亚楼观看了沈阳军区举办的晚会。年底，刘亚楼在杭州与空政文工团副团长张双虎的谈话中，表示“现在的年轻人没有经历过战争，不懂得中国革命的历史，应该运用文艺形式，对部队、对青年进行革命传统教育。沈阳军区唱了4首歌曲，空军也要唱，你们文工团也要唱……”。为落实刘亚楼指示，空政文工团开始研究演出节目。由空政文工团总团副团长牛畅负责创作。创作之初，牛畅等创作者曾参考了《三千里江山》的节目单。最终，决定创作一出以革命历史歌曲为主要内容的大歌舞表演，亦派出张士燮、朱正本、姚学诚、陈杰等词曲作家至江西搜集整理革命历史歌曲。期间，张士燮、朱正本创作了歌曲《十送红军》。
最初节目定名为《狂飙曲》，又改为《光辉的历程》。排练时，演员为三百人。后由于罗瑞卿反对歌颂空军的意见，引发风波。刘亚楼要求“现成的历史歌曲可以唱，不要另写。”公演前夕，《光辉的历程》一名被否定。依牛畅建议再度改名为《革命历史歌曲表演唱》。
1961年8月1日，《革命历史歌曲表演唱》在北京中山公园音乐堂首次公演，后在民族文化宫礼堂演出。全剧共有九场16景，演唱46首歌曲，歌曲包括《秋收暴动歌》、《八月桂花遍地开》、《三大纪律、八项注意》、《三大主力会师歌》、《义勇军进行曲》、《松花江上》、《抗日军政大学校歌》、《到敌人后方去》、《大刀进行曲》、《游击队歌》、《南泥湾》等。有人物、情节、舞蹈、演唱，各场之间以朗诵词串场。为避免创作痕迹，创作者皆称编辑。周恩来、叶剑英、罗瑞卿等人皆观看过演出。在京演出八天，观众两万余人。
1961年年底，空政文工团应中共上海市委邀请，组织200余人赴沪演出。在上海市人民委员会大礼堂演出了《革命历史歌曲表演唱》。此次演出历时一个月，观众达七万余人。广州、兰州、济南、南京、杭州等地艺术团体派人专程至上海观摩。1962年初，总政文化部副部长李伟对《革命历史歌曲表演唱》的名称提出修改意见，提出定名为《东方红》。《革命历史歌曲表演唱》亦有拍摄成电影。
1964年，上海文艺界为庆祝上海解放十五周年，并迎接第五届“上海之春”创作大歌舞《在毛泽东旗帜下高歌猛进》。上海文化局副局长许平担任艺术指导。5月23日，在文化广场举行的“上海之春”开幕式上首演。此剧为八场十六景，有序曲一节。参演者有二千余人。期间演出两场，闭幕后又演出七场。首轮演出观众达7万余人。研究者认为《在毛泽东旗帜下高歌猛进》的演出已相当成熟，将它视为《东方红》的底本。有回忆称，《在毛泽东旗帜下高歌猛进》在创作过程中，曾直接借阅空政文工团《革命历史歌曲表演唱》的演出台本，加以借鉴改编。
6月18日，副总理陈毅观看《在毛泽东旗帜下高歌猛进》演出后，指示中共上海市委，“班子不要散，请总理来看一次。”7月13日，总理周恩来观看后，决定以此为基础改编，国庆在北京演出。

### 1964年演出
周恩来从上海回到北京后，7月18日，在国务会议上提议，创作以中国共产党历史为题材、展现毛泽东思想的大型歌舞作品，作为国庆十五周年献礼。7月20日，在中南海西花厅，周恩来与主管文艺工作的中宣部副部长周扬、文化部副部长齐燕铭、对外文委副主任张致祥等人商讨创作事宜。7月24日，周扬向陆定一、康生、周恩来、彭真正式提出请示。7月30日，拟定13人组成的领导小组。组长周扬，副组长梁必业、林默涵等，组员齐燕铭、张致祥、陈亚丁、周巍峙、许平、吕骥等。组织指挥工作小组主任陈亚丁，副主任周巍峙、许平等。这个领导小组后又被称为大歌舞指挥部。由于《在毛泽东旗帜下高歌猛进》的名称过长，采用总政文化部副部长李伟在1962年的意见，定名为《东方红》。
8月1日，周恩来批准周扬请示。《东方红》的创作、排演正式开始。12位参加《在毛泽东旗帜下高歌猛进》的人员奉命进京，参加《东方红》排演，创作组以北京西苑大旅社为驻地。选择演出人员时，周恩来考虑当时毛泽东提倡的“大学解放军”，决定以部队人员为主。提出演出人员以总政文工团为主体，中央歌剧团、中央乐团、东方歌舞团等政府文艺单位参与。因此解放军各军区文工团、地方系统专业、业余文艺团体都有参加演出。演员除以驻京文艺团体为主外，抽调了南京军区、济南军区文工团等单位人员，亦有来自上海的演员。共计三千余人，其中合唱队有一千余人。
10月2日，在人民大会堂正式公演。由于取得巨大成功，在人民大会堂连演十余场。至16日结束时，共演出14场。期间，毛泽东、周恩来、彭真、贺龙等人曾于10月6日在中国人民解放军总政治部举办的国庆晚会上观看《东方红》演出。《東方紅》的後兩場「祖國在前進」及「世界在前進」遵照毛澤東的意見删除，在電影版中亦如此，只選取序曲和前六場。

### 1965年电影版
1964年《东方红》公演成功后。周恩来提议拍摄成电影。北京電影製片廠、八一电影制片厂和中央新聞紀錄電影製片廠聯合将此剧攝制成彩色寬銀幕舞台藝術片。
大歌舞指挥部扩大领导小组成员。文化部电影司司徒慧敏及八一、北影、新影的负责人成为新的成员。电影导演为王苹、李恩杰，摄影为薛伯青、钱江等，并成立了《东方红》电影导演团。用了近一年时间对《東方紅》进行修改，电影共花费三个月时间录制完成。在1965年9月18日，拍摄完最后一个电影镜头。10月1日，作为国庆献礼片公映。在文革期間，因為删去了社会主义社会内容的政治原因，電影版東方紅處於被禁止公映的狀態，书籍版也有流通，1977年重新上映。

## 節目單

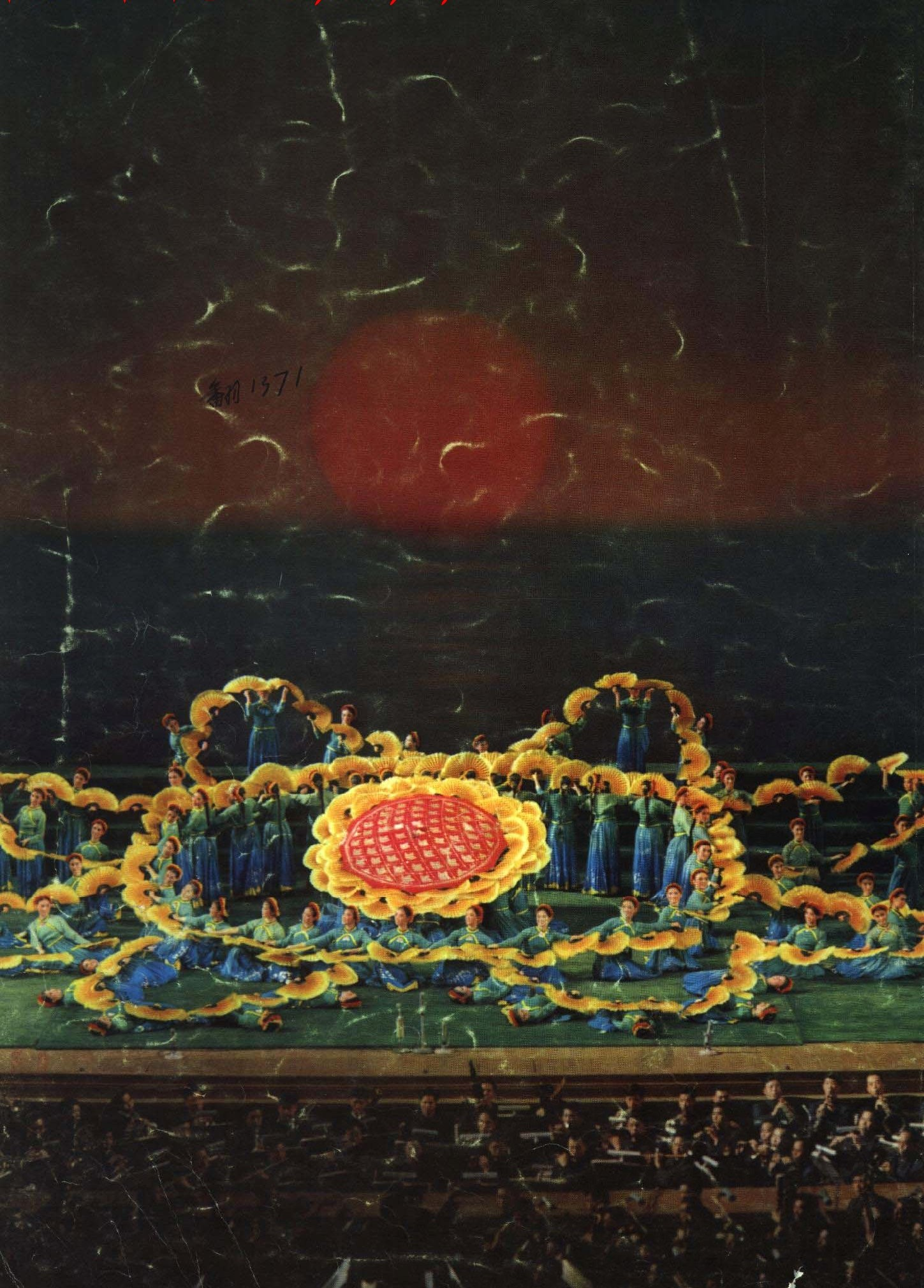
1964年 东方红 序曲

### 序曲：葵花向太陽
- 主題曲《東方紅》

### 第一場：東方的曙光
- 舞蹈《苦難的年代》
- 樂曲《勞工號子》
- 樂曲《江河水》
- 歌曲《北方吹來十月的風》
- 歌曲《安源路礦工人俱樂部之歌》
- 歌曲《農友歌》（领唱：王昆）
- 歌曲《工農兵聯合起來》

### 第二場：星火燎原

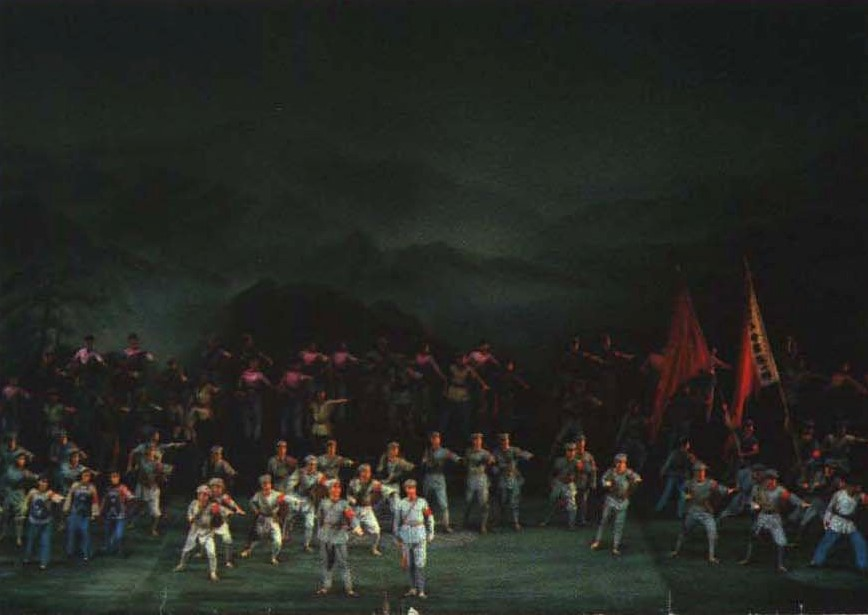
1964年《东方红·井冈山会师》

- 表演唱《就義歌》
- 舞蹈《秋收起義》
- 表演唱《拿起武器鬧革命》
- 舞蹈《井岡山會師》
- 歌曲《雙雙草鞋送紅軍》
- 歌曲《西江月·井岡山》（领唱：寇家伦）
- 歌曲《三大紀律八項注意》
- 歌舞《打土豪分田地》
- 歌曲《八月桂花遍地開》

### 第三場：萬水千山

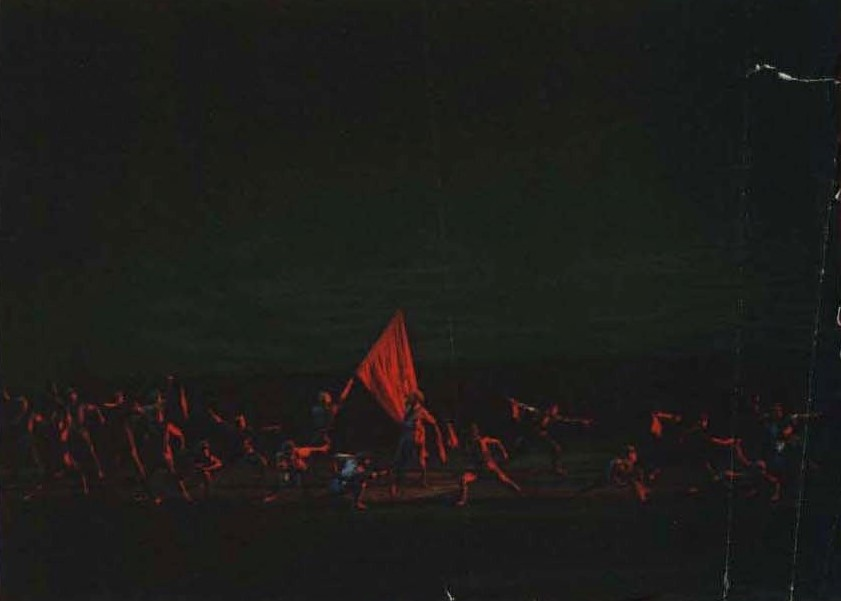
1964年《东方红·飞夺天险》

- 表演唱《紅軍戰士想念毛澤東》
- 歌曲《遵義城頭霞光閃》
- 舞蹈《飛奪天險》
- 歌曲《飛躍大渡河》
- 歌舞《情深谊长》（独唱：邓玉华）
- 舞蹈《雪山草地》
- 歌曲《過雪山草地》
- 舞蹈《陝北會師》
- 歌曲《會師歌》
- 歌曲《七律·長征》（领唱：贾世骏）

### 第四場：抗日的烽火
- 表演唱《松花江上》（领唱：张越男、李光羲）
- 樂曲《義勇軍進行曲》
- 表演唱《抗日軍政大學校歌》
- 表演唱《到敵人後方去》
- 歌曲《游擊隊歌》
- 表演唱《大生產》
- 舞蹈《春播舞》
- 歌曲《南泥灣》（独唱：郭兰英）
- 歌曲《保衛黃河》

### 第五場：埋葬蔣家王朝
- 歌曲《坐牢算甚麼》
- 表演唱《團結就是力量》
- 舞蹈《進軍舞》
- 歌曲《中國人民解放軍進行曲》
- 舞蹈《百萬雄師過大江》
- 歌舞《歡慶解放》
- 歌曲《解放區的天》
- 舞蹈《腰鼓舞》
- 歌曲《人民解放軍佔領南京》

### 第六場：中國人民站起來

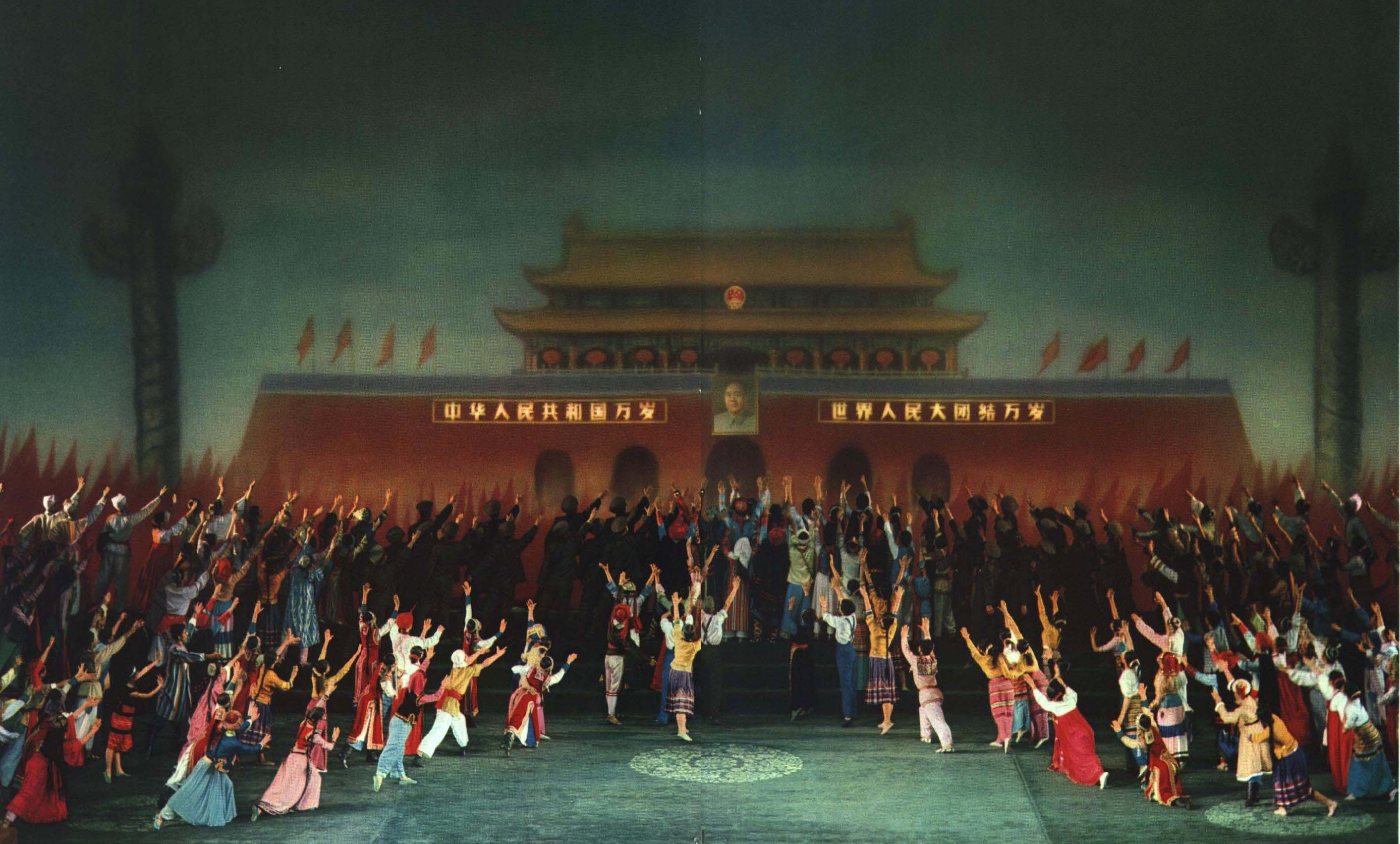
1964年《东方红·伟大的节日》

- 樂曲《國歌》
- 歌舞《偉大的節日》
- 歌曲《沒有共產黨就沒有新中國》
- 歌曲《贊歌》（独唱：胡松华）
- 舞蹈《新疆舞》
- 歌曲《毛主席的光輝》（独唱：才旦卓玛）
- 舞蹈《百萬農奴站起來》
- 舞蹈《傣族花環舞》
- 舞蹈《黎族草笠舞》
- 舞蹈《朝鮮族長鼓舞》
- 舞蹈《苗族蘆笙舞》
- 歌曲《歌唱祖國》
- 全場合唱《國際歌》（指揮：嚴良堃）

### 第七场：祖国在前进
- 歌曲《社会主义好》
- 舞蹈《工人舞》
- 舞蹈《丰收舞》
- 舞蹈《练兵舞》
- 歌舞《全民皆兵》
- 歌曲《一定要把胜利的旗帜插到台湾》
- 歌曲《毛主席我们心中的太阳》
- 歌曲《我们是共产主义接班人》

### 第八场：世界在前进
- 歌曲《全世界无产者联合起来》
- 歌曲《国际歌》

## 相关
原中共中央总书记、中华人民共和国主席胡锦涛曾以清华大学学生的身份在1964年参加过该剧的排练。《人民日报》亦在当年10月6日刊登过他的观后感。

## 备注
1. ↑  陈爽文章[3]称空政文工团在上海演出40场，历时1个多月，观众7200余人。

## 外部連結
- YouTube上的《东方红》厦门大学-爱奇艺2021高清修复版
- 音乐舞蹈史诗《东方红》歌曲34首